# Sindicato das Empresas de Ônibus da Cidade do Rio de Janeiro
Rio Ônibus é o sindicato das empresas de ônibus da Cidade do Rio de Janeiro. Está afiliado à Fetranspor, junto com mais nove sindicatos, e tem como objetivo o estudo, apoio, defesa e a coordenação, proteção e representação das empresas de ônibus da cidade do Rio de Janeiro.
Foi fundado em 10 de outubro de 1941 e congrega as empresas que operam o transporte coletivo sob o regime de permissão.
O Rio Ônibus controla o Sistema de Bilhetagem Eletrônica da Cidade (RioCard) e também atua em conjunto com a Secretaria Municipal de Desenvolvimento Social - FUNLAR no cadastramento e emissão da carteira que concede o direito de viajar gratuitamente nos ônibus, de acordo com a Lei nº 3167/2000, em seus artigos 1º e 3º, e o Decreto 19.936/2001, em seu artigo 6º, §1º.